# Ideoblothrus lepesmei
Espèce
Synonymes
- Ideobisium lepesmei Vachon, 1941

Ideoblothrus lepesmei est une espèce de pseudoscorpions de la famille des Syarinidae.

## Distribution
Cette espèce en Côte d'Ivoire et en Guinée.

## Systématique et taxinomie
Cette espèce a été décrite sous le protonyme Ideobisium lepesmei par Vachon en 1941. Elle est placée dans le genre Ideoblothrus par Muchmore en 1982.

## Étymologie
Cette espèce est nommée en l'honneur de Pierre Lepesme.

## Publication originale
- Vachon, 1941 : Pseudoscorpions récoltés en Afrique occidentale tropicale par. P. Lepesme, R. Paulian et A. Villiers. (Note preliminaire.)  Bulletin Scientifique de Bourgogne, vol. 9, p. 29-35.